# Mozetta (Einheit)
Mozetta, auch Mozzetta, war ein altes Salzmaß auf den ionischen Inseln. 
Gerechnet wurde mit dem Peso grosso (P. g.), dem schweren Pfund.
- 1 Mozetta = 2000 Pfund P. g.
- 1 Centinajo (Zentner) = 30 Sacchi = 60 Mozzette